# 鹿城区
鹿城区是中国浙江省温州市的市辖区，是温州市经济、文化、政治中心。区域总面积为294.38平方公里，區人民政府駐廣場路188號。

## 行政区划
鹿城区下辖12个街道办事处、2个镇：
五马街道、七都街道、滨江街道、南汇街道、松台街道、双屿街道、仰义街道、大南街道、蒲鞋市街道、南郊街道、广化街道、丰门街道、藤桥镇和山福镇。
鹿城区政府驻地在2005年12月之前为墨池坊1号，现位于温州市广场路188号。2011年9月，鹿城区再次进行行政区划调整，撤并部分街道办事处，设置功能区，实行“街区合一”管理模式，合署办公，合并后为全区辖7个街道、1个镇。2015年对部分行政区划进行调整，新增蒲鞋市、南郊、大南、广化、丰门5个街道和山福镇。
- 七都大桥

## 人口
2022年初全区户籍总人口为79.93万人，比上年末增加0.55万人。从性别上看，男性39.06万人，女性为40.87万人，分别占总人口的48.9%和51.1%。
根據第七次全国人口普查數據，截至2020年11月1日零時，鹿城區常住人口為1167164人。
2010年人口129万。

## 自然地理
- 鹿城区地处浙江省东南部，是温州市的政治、经济、文化中心。鹿城始建于东晋太宁元年（公元323年），相传筑城时有白鹿衔花而过，故名鹿城。鹿城自古商贾云集，素有“东瓯名镇”之称，北宋时期诗人杨蟠就有“一片繁华海上头，从来唤作小杭州”的诗句。鹿城依山面江，城中有山有水，享有“江城如画”的美誉。

- 鹿城区属亚热带海洋季风气候，冬无严寒，夏无酷暑，光照足量，雨水充沛。一月份最冷，平均气温7.6℃，七月份最热，平均气温27℃，全年平均气温18℃，极端气温最高41.3℃，最低-4.5℃。无霜期约280天，年降水量1100～2200毫米。温和湿润的气候，十分适宜农作物生长。

- 鹿城区地处东南沿海,地形地貌多为平原、山地、丘陵、滩涂、岛屿等,台风、暴雨、干旱、高温、雷击、山体滑坡等自然灾害时有发生。

- 华盖山：遥望山形如华盖，面积9.13公顷，海拔56.8米，位于鹿城区东面。

- 海坛山：俗称上岸山，濒临瓯江，南与华盖山相望，海拔32.5米，面积6.57公顷。

- 积谷山：积谷山位于中山公园内，面积0.92公顷，海拔38.7米。

- 郭公山：郭公山位于鹿城区西北隅，原名西郭山。据传东晋郭骥曾登临此山察看地形，选址建城，改称郭公山。面积7.5公顷，海拔17.2米。

- 松台山：松台山海拔39米，面积4.23公顷。山上苍松林立，顶平如松。唐元和中建有净光宝塔，又称净光山。

- 巽山：巽山旧名宸暨山，海拔38.4米，面积1.35公顷，位于鹿城区东南隅。

- 翠微山： 翠微山名担水山，海拔57米，面积27.5公顷。以山色苍翠幽微而得名。
- 西山：西山一名瓯浦山，又名金丹山，山峦起伏，层峰叠嶂，包括雪山，锦山，弥陀山，莲花心，外营盘山，底营盘山，总面积225.9公顷，海拔173米。
- 杨府山：杨府山别名瞿屿山，独峙江滨。面积37公顷，海拔139.8米。
- 龙娘山：海拔858米，为鹿城区最高峰。位于藤桥镇石垟村西北，相传山上原有龙娘殿，因而得名。

## 风景名胜

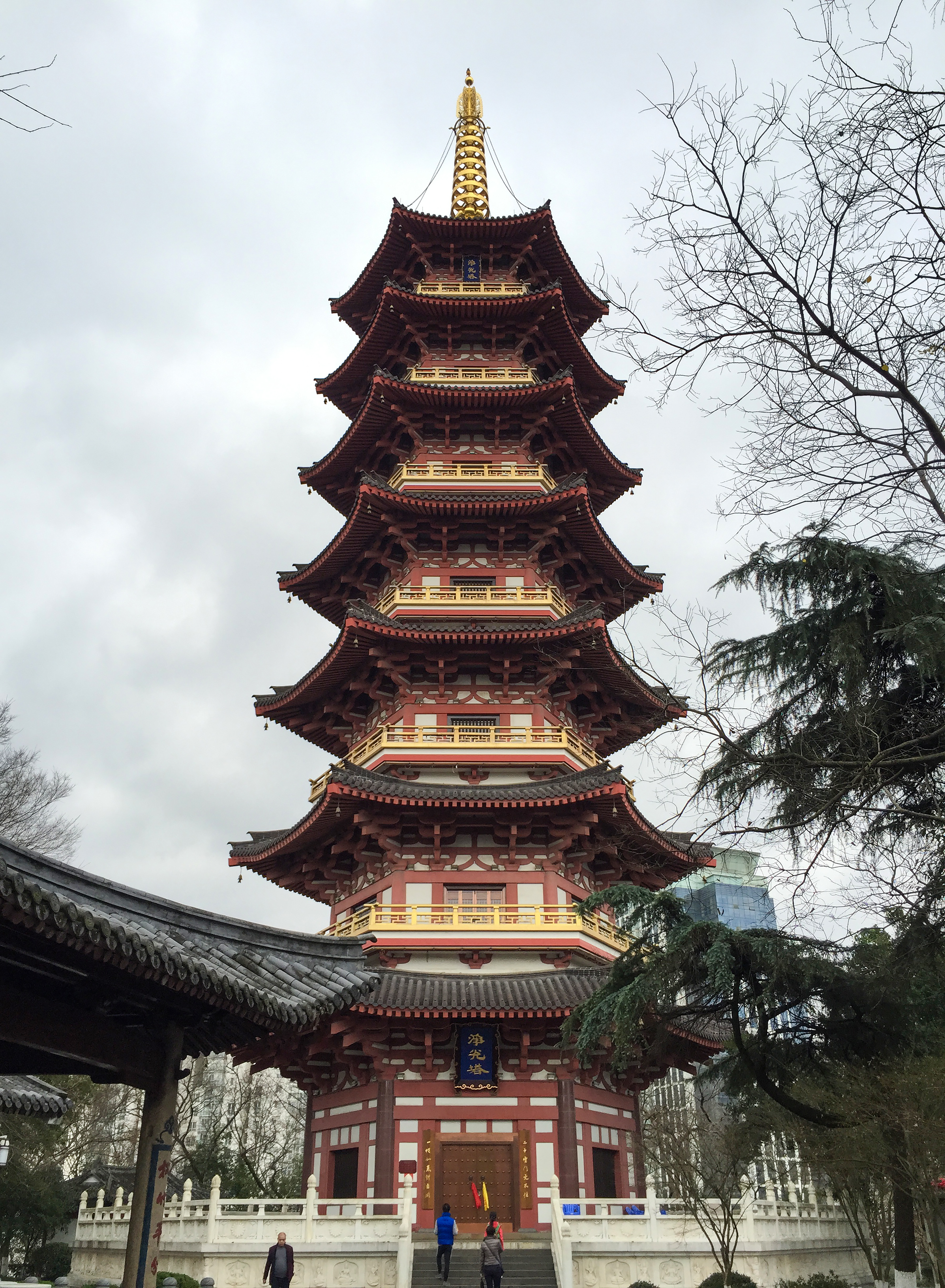
松台山上的净光塔

- 江心屿：位于鹿城区北面瓯江之中，总面积约7万平方米，东西长，南北狭。中国四大名屿之一。

- 妙果寺：位于鹿城区松台山南麓。据传始创于唐神龙年间（公元705年），为永嘉宿觉大师所建。有史料可查，重建于北宋真宗大中祥符元年（公元1008年）。1983年修复重建，有天王殿，大雄宝殿，观音阁及两厢楼房等建筑。[5]

## 历史
鹿城原来属于永嘉县地，相传东晋太宁元年（323年）置永嘉郡筑城时有白鹿啣花之瑞而得名，为历代郡、州、专区、县治所在地。1949年成立温州市。1981年温州地市合并，温州市区下辖东城区、南城区、西城区和郊区。1984年，将原温州市城区16个街道和郊区5个乡镇合置鹿城区。
2011年7月23日晚上8时30分，在鹿城区黄龙街道发生列车追尾事故，造成40人死亡，至少192人受伤。（详见““7·23”甬温线特别重大铁路交通事故”条目）
2016年10月10日凌晨3点多，鹿城区发生一起4间6层农民自建房倒塌事故，造成22死6伤。